# پایگاه آب‌نشین رووچ هاربر
پایگاه آب‌نشین رووچ هاربر (به انگلیسی: Roche Harbor Seaplane Base) یک فرودگاه همگانی بهره‌برداری هوایی با کد یاتا RCE است که یک باند فرود آب دارد و طول باند آن ۱۵۲۴ متر است. این فرودگاه در کشور ایالات متحده آمریکا قرار دارد و در ارتفاع ۰ متری از سطح دریا واقع شده‌است.